# South Carolina
South Carolina (engl. Aussprache [ˈsaʊθ ˌkæɹəˈlaɪ̯nə] ⓘ, deutsch veraltet Südkarolina oder Süd-Carolina) ist ein Bundesstaat in der südöstlichen Region der Vereinigten Staaten von Amerika. Er grenzt im Norden und Nordosten an North Carolina, im Südosten an den Atlantischen Ozean und im Westen und Süden über den Savannah River an Georgia. Zusammen mit North Carolina bildet es die Region Carolinas an der Ostküste, wobei South Carolina den kleineren und bevölkerungsärmeren Teil darstellt. Insgesamt ist South Carolina der 40. größte und 23. bevölkerungsreichste US-Bundesstaat mit einer registrierten Bevölkerung von 5.118.425 Einwohnern laut der Volkszählung von 2020. Die Hauptstadt ist Columbia mit einer Einwohnerzahl von 136.632, die bevölkerungsreichste Stadt ist die Küstenstadt Charleston mit 150.227 Einwohnern, die bis 1788 als Hauptstadt fungierte und die älteste Stadt der Carolinas ist. Die Greenville-Spartanburg-Anderson Combined Statistical Area im Nordwesten ist die bevölkerungsreichste kombinierte Metropolregion des Bundesstaates mit einer geschätzten Einwohnerzahl von 1.590.636.
Wie North Carolina wurde der Bundesstaat nach der lateinischen Bezeichnung Carolus für den englischen König Karl I. bezeichnet und geht auf die 1663 gegründete Kolonie Carolina zurück, die noch vor der Gründung der Vereinigten Staaten aus verwaltungstechnischen Gründen in einen nördlichen und südlichen Teil getrennt wurde. Als eine der ursprünglichen dreizehn Kolonien wurde South Carolina 1729 eine eigene Kronkolonie. Während des Amerikanischen Unabhängigkeitskrieges war South Carolina der Schauplatz bedeutender kriegerischer Aktivitäten mit mehr als 200 Schlachten und Scharmützeln, die hier ausgetragen wurden. South Carolina wurde der achte Staat, der die US-Verfassung am 23. Mai 1788 ratifizierte. Der Sklavenhalterstaat war später der erste Staat, der am 20. Dezember 1860 für die Sezession von der Union stimmte. Nach dem Ende des Bürgerkriegs wurde der Staat am 9. Juli 1868 wieder in die Union aufgenommen.
Anfang bis Mitte des 20. Jahrhunderts erlebte der Bundesstaat einen wirtschaftlichen Aufschwung, als viele Textilfabriken und Fabriken gebaut wurden. Die Bürgerrechtsbewegung in der Mitte des 20. Jahrhunderts trug dazu bei, die Rassentrennung und die gesetzliche Diskriminierung im Bundesstaat zu beenden. Die wirtschaftliche Diversifizierung in South Carolina nahm während des Zweiten Weltkriegs und in den darauf folgenden Jahrzehnten weiter an Fahrt auf. Zu Beginn des 21. Jahrhunderts stützt sich die Wirtschaft South Carolinas auf Branchen wie die Luft- und Raumfahrt, die Agrarindustrie, die Automobilindustrie und den Tourismus.
In South Carolina gibt es von Osten nach Westen drei geografische Hauptregionen: die atlantische Küstenebene, das Piedmont und die Blue Ridge Mountains in der nordwestlichen Ecke von Upstate South Carolina. In South Carolina herrscht überwiegend ein feuchtes subtropisches Klima mit heißen, feuchten Sommern und milden Wintern. Die Gebiete im Upstate haben ein subtropisches Hochlandklima. Entlang der östlichen Küstenebene South Carolinas gibt es viele Salzwiesen und Flussmündungen. Das südöstliche Lowcountry von South Carolina umfasst Teile der Sea Islands, einer Kette von Barriereinseln entlang des Atlantischen Ozeans.
Der Beiname South Carolinas ist Palmetto State („Palmettopalmenstaat“).

## Geografie
South Carolina grenzt im Norden an North Carolina, im Süden und Westen an Georgia, wobei der Savannah River die Grenze zwischen beiden Bundesstaaten bildet. Weitere große Flüsse sind der Pee Dee (nach dem gleichnamigen Indianervolk) und der Wateree. In den Mündungsgebieten dieser Flüsse liegen weitläufige Sümpfe. Im Osten wird der Staat durch den Atlantik begrenzt.
South Carolina wird durch vier geographische Strukturen geprägt, deren Grenzlinien parallel zu den südöstlichen Küstenlinien verlaufen. Der am niedrigsten gelegene Teil ist die so genannte Coastal Plain, die sehr flach verläuft und aus Sedimentschichten wie Sand, Lehm und Schlick gebildet wird. Gegenden mit einer guten Drainage können dabei als gutes Ackerland genutzt werden, wenn auch manche Landstriche zur Sumpfbildung neigen. Die Küstenzone weist viele Salzwiesen und Ästuare auf. Letztere haben zur Bildung mancher natürlicher Häfen wie in Georgetown oder in Charleston geführt. Eine ungewöhnliche Ausprägung für eine Küstenlinie ist die Vielzahl von Carolina Bays, für deren Ursprung man noch keine Erklärung gefunden hat. Selbst Meteoriten werden als Ursache erwogen. Diese Buchten sind oval und liegen meist in nordwestlicher zu südöstlicher Richtung.
Direkt im Anschluss im Westen der Küstenebene verläuft die Sandhills Region, die größere Sandberge enthält, die von Sanddünen aus früherem erdgeschichtlichen Epochen herrühren, als der Meeresverlauf ein anderer war.
Das Piedmont wird im Wesentlichen von alten erodierten Gebirgsschichten gebildet. Es ist teilweise mit Hügeln durchsetzt, mit kleinen Einlagerungen von Lehm und Ton, und enthält einige wenige Gegenden, in denen sich die Landwirtschaft lohnt. Viele Gegenden des Piedmont wurden einst ohne großen Erfolg agrarisch genutzt. Die heutigen Brachflächen werden heute renaturiert und aufgeforstet. Am Rand des Piedmont verläuft die so genannte Fall Line, die als Wasserscheide der meisten Flüsse eine besondere Bedeutung für die Nutzung der Wasserkraft besitzt. Einige Städte konnten durch die Nutzung von Wassermühlen wirtschaftlich prosperieren, wie zum Beispiel Georgetown. Außerdem sind die größeren Flüsse bis zur Fall Line schiffbar, sodass sie als Transportwege in Frage kamen.
Der obere Teil des Piedmont wird als Foothills bezeichnet. Dort verläuft der Cherokee Parkway mit guten Aussichtsmöglichkeiten. Hier ist auch der Table Rock State Park zu finden.
Die höchste Erhebung ist der Upstate, der einen Ausläufer der Blue Ridge Mountains enthält, der bis nach Georgia und North Carolina als Teil des Appalachen-Gürtels verläuft. Hier erhebt sich der Sassafras Mountain, mit 1085 m der höchste Berg South Carolinas.

### Gliederung
- Abbeville County
- Aiken County
- Allendale County
- Anderson County
- Bamberg County
- Barnwell County
- Beaufort County
- Berkeley County
- Calhoun County
- Charleston County
- Cherokee County
- Chester County
- Chesterfield County
- Clarendon County
- Colleton County
- Darlington County
- Dillon County
- Dorchester County
- Edgefield County
- Fairfield County
- Florence County
- Georgetown County
- Greenville County
- Greenwood County
- Hampton County
- Horry County
- Jasper County
- Kershaw County
- Lancaster County
- Laurens County
- Lee County
- Lexington County
- Marion County
- Marlboro County
- McCormick County
- Newberry County
- Oconee County
- Orangeburg County
- Pickens County
- Richland County
- Saluda County
- Spartanburg County
- Sumter County
- Union County
- Williamsburg County
- York County

## Bevölkerung
South Carolina hatte bei der Volkszählung 2020 5.118.425 Einwohner, davon sind 65,5 % Weiße, 26,3 % Afroamerikaner, 6,9 % Hispanics, 2,3 % Asiaten, 1,8 % Indianer, 0,1 % Hawaiianer und von anderen Pazifikinseln (Stand: 1. Juli 2011).

### Größte Städte
| Ort                |                    |  |         | Einwohner |
| Charleston         | Charleston         |  | 150.227 | 150.227   |
| Columbia           | Columbia           |  | 136.632 | 136.632   |
| North Charleston   | North Charleston   |  | 114.852 | 114.852   |
| Mount Pleasant     | Mount Pleasant     |  | 90.801  | 90.801    |
| Rock Hill          | Rock Hill          |  | 74.372  | 74.372    |
| Greenville         | Greenville         |  | 70.720  | 70.720    |
| Summerville        | Summerville        |  | 50.915  | 50.915    |
| Sumter             | Sumter             |  | 43.463  | 43.463    |
| Florence           | Florence           |  | 39.899  | 39.899    |
| Spartanburg        | Spartanburg        |  | 38.732  | 38.732    |
| Hilton Head Island | Hilton Head Island |  | 37.661  | 37.661    |
| Census 2020        |                    |  |         |           |

## Geschichte
Die von Karl II. von England nach seinem Vater benannte Provinz Carolina wurde de facto 1710/12 (offiziell erst 1729) in die Province of North Carolina und South Carolina getrennt.
Die Exportwirtschaft beruhte zunächst auf Erzeugnissen wie Kolophonium, Terpentin, Tallöl und Pech; im 18. Jahrhundert dominierte der profitable Anbau von Indigo und insbesondere von Reis. Es entstanden große Plantagen, auf denen die Pflanzer afrikanischstämmige Sklaven einsetzten. Bereits in der ersten Dekade des 18. Jahrhunderts wurden im Tiefland von South Carolina mehr schwarze als weiße Einwohner gezählt. Charleston wurde im Laufe des 18. Jahrhunderts zum wichtigsten Zielhafen des atlantischen Sklavenhandels und zum umsatzstärksten Sklavenmarkt auf dem nordamerikanischen Festland.
Als erste nordamerikanische Kolonie erklärte South Carolina am 15. März 1776 seine Unabhängigkeit von Großbritannien und ratifizierte am 5. Februar 1778 als erster Staat die Konföderationsartikel, die erste Verfassung der Vereinigten Staaten. Am 23. Mai 1788 wurde South Carolina als achter Bundesstaat in die Vereinigten Staaten von Amerika aufgenommen.
Mit seiner Sezession von der Union am 20. Dezember 1860 gab dieser Staat den Anstoß zur Gründung der Konföderation. Dies führte direkt in den Amerikanischen Bürgerkrieg, der am 12. April 1861 mit dem Beschuss von Fort Sumter (auf einer Insel vor Charleston gelegen) begann. Die ausschlaggebende Rolle, die South Carolina für den Ausbruch des Sezessionskrieges hatte, spiegelte sich auch während des Krieges in den Liedern der konföderierten Soldaten wider. The Bonnie Blue Flag war nach Dixie das berühmteste und am weitesten verbreitete Lied in der Südstaatenarmee. In diesem Lied wird South Carolina als „ritterlich“ beschrieben, dem sich die anderen Sezessionsstaaten auf seinem Weg anschlossen (“First gallant South Carolina nobly made the stand, then came Alabama…”).
South Carolina verlor während des Krieges etwa ein Drittel seiner weißen männlichen Bevölkerung im wehrfähigen Alter.

## Politik
| Jahr | Demokraten       | Republikaner     |
| ---- | ---------------- | ---------------- |
| 2024 | 40,4 % 1.028.452 | 58,2 % 1.483.747 |
| 2020 | 43,5 % 1.091.348 | 55,1 % 1.384.852 |
| 2016 | 40,7 % 0.855.373 | 54,9 % 1.155.389 |
| 2012 | 44,1 % 0.865.941 | 54,6 % 1.071.645 |
| 2008 | 44,9 % 0.862.449 | 53,9 % 1.034.896 |
| 2004 | 40,9 % 0.661.699 | 58,0 % 0.937.974 |
| 2000 | 40,9 % 0.566.039 | 56,8 % 0.786.426 |
| 1996 | 43,9 % 0.504.051 | 49,9 % 0.573.458 |
| 1992 | 39,9 % 0.479.514 | 48,0 % 0.577.507 |
| 1988 | 37,6 % 0.370.554 | 61,5 % 0.606.443 |
| 1984 | 35,6 % 0.344.470 | 63,6 % 0.615.539 |
| 1980 | 48,0 % 0.427.560 | 49,6 % 0.441.207 |
| 1976 | 56,2 % 0.450.825 | 43,1 % 0.346.140 |
| 1972 | 27,9 % 0.189.270 | 70,6 % 0.478.427 |
| 1968 | 29,6 % 0.197.486 | 48,1 % 0.254.062 |
| 1964 | 41,1 % 0.215.700 | 58,9 % 0.309.048 |
| 1960 | 51,2 % 0.198.129 | 48,8 % 0.188.558 |

South Carolina ist ähnlich wie seine Nachbarn North Carolina und Georgia ein vom konservativ-republikanischen Gedanken geprägter Staat des Südens. So war Strom Thurmond, der Präsidentschaftskandidat des segregationistischen Flügels der Demokraten (Dixiecrats) bei der Wahl 1948, hier Senator. Allerdings sind hier nach dem Niedergang der Landwirtschaft nicht neue Metropolen wie die IT-Districts North Carolinas oder das moderne Atlanta entstanden. Daher nimmt die Bevölkerung proportional weniger stark zu als in den anderen Staaten des Sun Belt. 
Zwischen 1960 und 2024 gab es für die Demokraten nur bei der Wahl 1976 einen Sieg zu verbuchen. Da es außer Charleston und Columbia keine größeren Städte gibt, fehlt den Demokraten hier die für sie in Virginia so wichtige Wählerstruktur der Ballungszentren. Der starke Einfluss des Bible Belt wiegt den Vorteil der Demokraten, den hohen Anteil der Afroamerikaner an der Gesamtbevölkerung, wieder auf. Von 1932 bis 2008 stellte South Carolina kontinuierlich acht Wahlmänner im Electoral College; 2012 waren es erstmals wieder neun.
Im US-Senat wird der Staat derzeit von den Republikanern Lindsey Graham und Tim Scott vertreten. Die Delegation South Carolinas im Repräsentantenhaus des 119. Kongresses besteht aus sechs Republikanern und einem Demokraten.
Nikki Haley war von 2011 bis 2017 die erste Frau im Gouverneursamt, das sie abgab, nachdem sie zur US-Botschafterin bei den Vereinten Nationen ernannt worden war. Ihr Nachfolger wurde Henry McMaster.
Die Legislative des Bundesstaats, die South Carolina General Assembly, ist ein Zweikammerparlament. Sie besteht aus dem Senat mit 46 Mitgliedern und dem Repräsentantenhaus mit 124 Sitzen. In beiden Kammern haben die Republikaner eine Mehrheit inne. Sitz der South Carolina General Assembly ist das South Carolina State House, das State Capitol des Bundesstaats in der Hauptstadt Columbia.

### Gouverneure
- Liste der Gouverneure von South Carolina
- Liste der Vizegouverneure von South Carolina

### Kongress
- Liste der US-Senatoren aus South Carolina
- Liste der Mitglieder des US-Repräsentantenhauses aus South Carolina

### Mitglieder im 119. Kongress
| Name | Name                          | Mitglied seit | Parteizugehörigkeit |
| ---- | ----------------------------- | ------------- | ------------------- |
|      | Nancy Ruth Mace               | 2021          | Republikaner        |
|      | Addison Graves „Joe“ Wilson   | 2001          | Republikaner        |
|      | Sheri Biggs                   | 2025          | Republikaner        |
|      | William Richardson Timmons IV | 2019          | Republikaner        |
|      | Ralph Warren Norman Jr.       | 2017          | Republikaner        |
|      | James Enos „Jim“ Clyburn      | 1993          | Demokrat            |
|      | Russell Fry                   | 2023          | Republikaner        |

| Name | Name                       | Mitglied seit | Parteizugehörigkeit |
| ---- | -------------------------- | ------------- | ------------------- |
|      | Lindsey Olin Graham        | 2003          | Republikaner        |
|      | Timothy Eugene „Tim“ Scott | 2013          | Republikaner        |

### Sonstiges
South Carolina unterhält eine Partnerschaft mit Rheinland-Pfalz.

## Parks
| Nationalpark                                                                                  | Lage                                                  | Ansicht |
| --------------------------------------------------------------------------------------------- | ----------------------------------------------------- | ------- |
| Congaree-Nationalpark - South Carolina - 126.247 Besucher (2004) - gegründet 18. Oktober 1976 | Congaree-Nationalpark · Karte der Vereinigten Staaten |         |

- State Parks in South Carolina

## Wirtschaft
Das reale Bruttoinlandsprodukt pro Kopf (engl. per capita real GDP) lag im Jahre 2016 bei USD 42.272 (nationaler Durchschnitt der 50 US-Bundesstaaten: USD 57.118; nationaler Rangplatz: 45). Die Arbeitslosenquote lag im November 2017 bei 4,0 % (Landesdurchschnitt: 4,1 %).
Von Bedeutung sind
- Holzverarbeitung
- Textilindustrie
- Automobil- und Luftfahrtindustrie
- Elektronische Industrie
- Chemische Industrie
- Anbau von Baumwolle, Tabak, Obst
- Viehzucht
- Tourismus an der Atlantikküste

## Bildung
Die wichtigsten staatlichen Hochschulen sind in dem University of South Carolina System zusammengefasst. Andere bekannte staatliche Hochschulen sind die Clemson University und die Coastal Carolina University. Weitere Hochschulen sind in der Liste der Universitäten in South Carolina verzeichnet.